# Campionatul European de Scrimă pentru tineret din 2015
Campionatul European de Scrimă pentru tineret (U23) din 2015 s-a desfășurat în perioada 22-26 aprilie la Vicenza în Italia.  181 de trăgători din 28 de țări au participat.

## Rezultate

### Masculin
| Probă             | Aur                                                                                | Argint                                                                    | Bronz                                                                           |
| Spadă             | Marco Fichera (ITA)                                                                | Andrea Santarelli (ITA)                                                   | Richard Schmidt (GER) · Georg Kuhn (SUI)                                        |
| Spadă pe echipe   | Italia Marco Fichera Andrea Santarelli Gabriele Cimini Roberto Ranieri             | Ungaria Daniel Berta Levente Buta Bálint Bakos Csongor Komáromy Poros     | România · Adrian Dabija · Ionuț Trandafirescu · Tatian Bolboceanu · Mario Persu |
| Floretă           | Francesco Ingargiola (ITA)                                                         | Lorenzo Nista (ITA)                                                       | Carlos Llavador (SPA) · Damiano Rosatelli (ITA)                                 |
| Floretă pe echipe | Italia Guillaume Bianchi Damiano Rosatelli Francesco Ingargiola Roberto Ranieri    | Germania Alexander Kahl Mark Perelmann Niklas Uftring Georg Dörr          | Polonia Michał Siess Szymon Kozłowski Jakub Surwiłło Andrzej Rządkowski         |
| Sabie             | Luca Curatoli (ITA)                                                                | Arțiom Novikau (BLR)                                                      | Leonardo Affede (ITA) · Stefano Scepi (ITA)                                     |
| Sabie pe echipe   | Rusia Aleksandr Trușakov Viaceslav Iskandarov Andrei Korobko Rostislav Krasilnikov | Belarus Siarhei Șacianin Artsiom Novikau Mihail Akula Artisiom Karabinski | Italia Luca Curatoli Francesco Bonsanto Leonardo Affede Stefano Scepi           |

### Feminin
| Probă             | Aur                                                                        | Argint                                                                     | Bronz                                                                     |
| Spadă             | Camilla Batini (ITA)                                                       | Vikctoria Kuzmenkova (RUS)                                                 | Amalia Tătăran (ROU) · Luisa Tesserin (ITA)                               |
| Spadă pe echipe   | Italia Alberta Santuccio Camilla Batini Federica Santandrea Luisa Tesserin | Rusia Iulia Liciagina Alena Komarova Vikctoria Kuzmenkova Valentina Lușina | Polonia Martyna Swatowska Magdalena Pawłowska Kamila Pytka Anna Mroszczak |
| Floretă           | Svetlana Tripapina (RUS)                                                   | Alica Volpi (ITA)                                                          | Iana Alborova (ITA) · Anna Szymczak (POL)                                 |
| Floretă pe echipe | Rusia Iana Alborova Leila Pirieva Svetlana Tripapina Adelina Zagidullina   | Italia Camilla Mancini Beatrice Monaco Francesca Palumbo Alice Volpi       | Polonia Marika Chrzanowska Martyna Jelińska Martyna Długosz Anna Szymczak |
| Sabie             | Martyna Wątora (POL)                                                       | Caterina Navarria (ITA)                                                    | Sofia Ciaraglia (ITA) · Tatiana Suhova (RUS)                              |
| Sabie pe echipe   | Rusia Alina Meșceriakova Tatiana Suhova Maria Ridel Evgenia Karbolina      | Italia Caterina Navarria Sofia Ciaraglia Martina Criscio Flaminia Prearo   | Polonia Martyna Wątora Angelika Wątor Karolina Walczak Karolina Kaleta    |

## Clasament pe medalii
| Loc   | Țară     | Aur | Argint | Bronz | Total |
| ----- | -------- | --- | ------ | ----- | ----- |
| 1     | Italia   | 7   | 6      | 7     | 20    |
| 2     | Rusia    | 4   | 2      | 1     | 7     |
| 3     | Polonia  | 1   | 0      | 5     | 6     |
| 4     | Belarus  | 0   | 2      | 0     | 2     |
| 5     | Germania | 0   | 1      | 1     | 2     |
| 6     | Ungaria  | 0   | 1      | 0     | 1     |
| 7     | România  | 0   | 0      | 2     | 2     |
| 8     | Elveția  | 0   | 0      | 1     | 1     |
| 8     | Spania   | 0   | 0      | 1     | 1     |
| Total | Total    | 12  | 12     | 18    | 42    |

## Legături externe
- www.eurofencingu23vicenza2015.eu, site-ul oficial al competiției
- en  Vicenza: U23 European Championships Arhivat în 26 aprilie 2015, la Wayback Machine. la Confederația Europeană de Scrimă